# Ва (народ, Японія)

Ієрогліф «Ва» (китайською — «Во»), яким позначали японців і Японію в китайських історичних текстах.

Ва (яп. 倭人, わじん, вадзін) або Во (кит.: 倭人; піньїнь: wōrén, вожень, «карлик») — в стародавніх і середньовічних китайських письмових пам'ятках назва народу або групи народів на схід від Китаю, переважно мешканців Японського архіпелагу. В історіографії використовується як давня назва японців.

## Короткі відомості
Перша згадка про ва міститься в «Книзі гір і морів», виданій на рубежі нашої ери. Згідно з нею цей народ мешкає по сусідству з корейською державою Кочосон.
В «Географічних записах Книги Хань», укладених у 82 році, написано, що ва мешкають в морі Лолан, поділені на 100 держав і час-від-часу прибувають до Китаю з даниною.
Найдетальніші відомості про ва містяться у «Переказі про людей Ва Записів Вей», складовій Записів Вей, виданих 297 року. В ньому наводиться інформація про місцезнаходження та природу Японії, соціально-політичний устрій та звичаї її жителів:
|  | Люди Во знаходяться у Великому морі, що на південному сході від [командирства] Дайфан, і на гористих островах мають країни і поселення. Колись [цих] країн було понад сто, і в часи [правління династії] Хань вони з'являлися до [імператорського] двору. Сьогодні ж [лише] тридцять країн мають послів-перекладачів... |

|  | ...Їхні звичаї не розпусні. Усі чоловіки зав'язують волосся [у пучок], покладаючи на голову бавовняну [тканину]. Вони [носять] одяг лише зав'язуючи [полотна] по ширині одне з одним, не зшиваючи. Жінки згинають розпущене волосся і зв'язують [у пучок], а одяг роблять ніби з покривала, яке вдягають продягнувши голову через отвір посередині... |

|  | ...У місцях зборів і у поведінці [людей во] немає різниці між батьками і синами, чоловіками і жінками. За [своєю] природою [вони] люблять [рисову] настоянку. (У "Вейліо" говориться, що їхні звичаї не знають правильного року і його чотирьох пір, а роки вираховуються за весінньою пахотою та осінніми жнивами). Коли [во] бачать вельможу, то з пошани лише хлопають руками, що відповідає [китайському] привітанню на колінах. Ці люди живуть довго — сто або вісімдесят-дев'яносто років. За їхнім звичаєм, усі вельможі країни мають четверо-п'ятеро дружин, а [господарі] низьких дворів — двох-трьох. Жінки не розпусні і не ревниві. Крадіжок немає, а [судових] позовів мало. За порушення законів у легких випадках конфіскують дружин і дітей порушника, а у важких — знищують сім'ю і рід порушника. Між усіма шанованими і підлими існує різниця [у рангах], якої слухняно дотримуються. [Тут] збирають податки й існують хороми. В країнах [во] є ринки, [де] міняють наявний [товар]... |

|  | ...В цій країні початково ваном був чоловік, який прожив сімдесят-вісімдесят років. [За його правління] країни во знаходилися у смуті, нападаючи один на одного роками. Тоді разом [вони] поставили ваном одну жінку. Її звали Біміху. Вона служила шляхові демонів і вміло вводила в оману народ. [Біміху] було вже багато років, [але вона] не мала чоловіка. Був [у неї] молодший брат, який допомагав керувати країною. Відтоді як [ця жінка] стала ваном, її мало хто бачив. Тисяча служниць прислуговувало їй, і лише один чоловік, який приносив [їй] напої та їжу, мав доступ [до її покоїв, щоб] передати [її] слова... |

Подібні згадки про ва зустрічаються також у «Книзі пізньої Хань» (432), «Книзі Сун» (488), «Книзі Лян» (635) та «Книзі Суй» (636).
У «Книзі Тан», упорядкованій 945 року, згадується, що ва не подобалась назва своєї країни Ва і вони змінили її на «Жібень» — Японія (日本, Ніппон). Це перший напис в китайських джерелах слова «Японія».